# Torneio Quadrangular de Manaus de 1985
O Torneio Quadrangular de Manaus foi uma competição amistosa de futebol realizada em 1985 na cidade de Manaus. Foi disputado por quatro clubes e vencida pelo Nacional de Manaus

## Os participantes
o torneio foi disputado pelos seguintes clubes:
- Botafogo-RJ
- Bahia
- Nacional
- Rio Negro

## Regulamento
O torneio foi disputado em Manaus, no regulamento todos os clubes deveriam jogar um único jogo contra cada um dos três adversários, sendo que se ocorresse empate o jogo seria decidido nos pênaltis. Porém essa regra só existiu na primeira rodada.

## Jogos

### 1° Rodada
- 22 de Maio de 1985 – Rio Negro 0-0 Botafogo-RJ. Nos pênaltis: Botafogo 4 a 3.
- 22 de maio de 1985 - Nacional 2 x 0  Bahia

### 2° Rodada
- 26 de Maio de 1985 –  Bahia 3 x 0 Rio Negro
- 26 de Maio de 1985 - Botafogo-RJ 0 x 0 Nacional

### 3° Rodada
- 28 de Maio de 1985 – Nacional 0 x 0 Rio Negro
- 28 de Maio de 1985  – Botafogo-RJ 0 x 0  Bahia

## Classificação
|  |    | Equipes                       | PG | J | V | E | D | GP | GC | SG |
|  | -- | ----------------------------- | -- | - | - | - | - | -- | -- | -- |
|  | 1. | Nacional Futebol Clube        | 04 | 3 | 1 | 2 | 0 | 2  | 0  | +2 |
|  | 2. | Esporte Clube Bahia           | 03 | 3 | 1 | 1 | 1 | 3  | 2  | +1 |
|  | 3. | Botafogo de Futebol e Regatas | 03 | 0 | 0 | 3 | 0 | 0  | 0  | 0  |
|  | 4. | Atlético Rio Negro Clube      | 02 | 3 | 0 | 2 | 1 | 0  | 3  | -3 |